# Brouck
Brouck é uma comuna francesa na região administrativa de Grande Leste, no departamento de Mosela. Estende-se por uma área de 2,98 km². Em 2010 a comuna tinha 85 habitantes (densidade: 28,5 hab./km²).